# Полозков, Иван Васильевич
Иван Васильевич Полозков (1916—1945) — советский военнослужащий. Участник Великой Отечественной войны. Герой Советского Союза (1945, посмертно). Капитан.

## Биография
Иван Васильевич Полозков родился в 1916 году в деревне Петровка Спасского уезда Рязанской губернии Российской империи в крестьянской семье. Русский. Образование 6 классов сельской школы. До призыва на военную службу работал в колхозе.
В ряды Рабоче-крестьянской Красной Армии И. В. Полозков был призван Шиловским райвоенкоматом в 1937 году. Окончил школу младших командиров, а в 1940 году — курсы младших лейтенантов запаса. После прохождения срочной службы вернулся на родину (по другим данным работал на оборонном заводе в Москве). Вновь в Красную Армию младший лейтенант И. В. Полозков был призван 2 ноября 1941 года. В боях с немецко-фашистскими захватчиками с декабря 1941 года в должности командира стрелкового взвода 330-й стрелковой дивизии 10-й армии Западного фронта. Участник битвы за Москву на тульском направлении. Боевое крещение принял в боях за город Михайлов Рязанской области. Участвовал в Калужской и Ржевско-Вяземской операциях. В боях под городом Кировом Калужской области в августе 1942 года Иван Васильевич был тяжело ранен и эвакуирован в госпиталь.
После лечения И. В. Полозков был произведён в лейтенанты и в декабре 1942 года направлен в 82-ю стрелковую дивизию, где был назначен на должность командира 3-й стрелковой роты 2-го стрелкового батальона 601-го стрелкового полка. В этой должности Иван Васильевич воевал на Западном фронте до августа 1943 года. Участвовал во второй Ржевско-Вяземской операции и Смоленской наступательной операции, в ходе которой был вновь тяжело ранен. После продолжительного лечения в госпитале и длительной реабилитации Иван Васильевич в апреле 1944 года был направлен в 32-ю стрелковую дивизию, находившуюся в преддверии Белорусской стратегической операции в резерве Ставки Верховного Главнокомандования. Старший лейтенант И. В. Полозков был назначен на должность командира 4-й стрелковой роты 113-го стрелкового полка. В конце мая 1944 года дивизия была переброшена на 2-й Белорусский фронт и включена в состав 49-й армии. На свежую дивизию была возложена особая задача — прорвать три сильно укреплённые и глубоко эшелонированные оборонительные линии противника на реках Проня, Бася и Днепр. 23 июня 1944 года в самом начале Могилёвской фронтовой операции — составной части операции «Багратион» — рота старшего лейтенанта Полозкова в числе первых форсировала реку Проня у посёлка Горки Могилёвской области и смелым манёвром выбила немцев с двух прилегающих высот, обеспечив переправу остальных подразделений полка, после чего преодолела минное поле и прорвала оборону противника. Развивая наступление, на высоте 202,3 рота Полозкова обнаружила и уничтожила группу немецких автоматчиков из 30 человек, пытавшихся выйти в тыл наступающим подразделениям дивизии. 26 июня 1944 года рота старшего лейтенанта Полозкова первой в полку форсировала реку Днепр.
В дальнейшем 82-я стрелковая дивизия участвовала в Минской операции в составе 50-й армии 2-го Белорусского фронта, Каунасской операции в составе 33-й армии 3-го Белорусского фронта, Рижской и Мемельской операциях в составе 43-й армии 1-го Прибалтийского фронта. С января 1945 года дивизия участвовала в Восточно-Прусской операции, в ходе которой она была передана в состав 4-й ударной армии.
После взятия Мемеля перед дивизией была поставлена задача форсировать по льду залив Куришес-Хафф (Куршский залив) и перерезать Куршскую косу — единственную сухопутную коммуникацию, связывающую блокированную в Прибалтике немецкую группу армий «Курляндия» с Восточной Пруссией. Для выполнения поставленной задачи был сформирован сводный батальон из четырёх рот под общим командованием капитана И. В. Полозкова. В ночь на 29 января 1945 года рота капитана Полозкова под огнём противника первой форсировала Куршский залив и перерезала Куршскую косу в районе хутора Эрленхорст. Захватив плацдарм, рота заняла круговую оборону и удерживала его до утра 30 января 1945 году до подхода основных сил. В ходе боёв десантники отразили шесть атак численно превосходящих сил противника. В одной из рукопашных схваток И. В. Полозков геройски погиб. К утру 30 января 1945 года от его роты в живых осталось только 4 человека.
Указом Президиума Верховного Совета СССР от 19 апреля 1945 года капитану Полозкову Ивану Васильевичу было присвоено звание Героя Советского Союза посмертно. Похоронен И. В. Полозков на воинском кладбище города Клайпеда Литовской Республики.

## Награды
- Медаль «Золотая Звезда» (19.04.1945, посмертно);
- орден Ленина (19.04.1945, посмертно);
- орден Отечественной войны 2 степени (5.10.1944);
- орден Красной Звезды (26.06.1944);
- медали, в том числе:

медаль «За отвагу» (17.03.1943);
медаль «За оборону Москвы» (1944).

## Документы
- Общедоступный электронный банк документов «Подвиг Народа в Великой Отечественной войне 1941—1945 гг.» Дата обращения: 7 июля 2012. Архивировано из оригинала 13 марта 2012 года.

Представление к званию Героя Советского Союза. Дата обращения: 7 июля 2012. Архивировано 7 октября 2012 года.
Указ Президиума Верховного Совета СССР. Дата обращения: 7 июля 2012. Архивировано 7 октября 2012 года.
Орден Отечественной войны 1-й степени. Дата обращения: 8 июля 2012. Архивировано 7 октября 2012 года.
Орден Красной Звезды. Дата обращения: 7 июля 2012. Архивировано 7 октября 2012 года.
Медаль «За отвагу». Дата обращения: 7 июля 2012. Архивировано 7 октября 2012 года.
- Обобщенный банк данных «Мемориал». Дата обращения: 7 июля 2012. Архивировано из оригинала 10 мая 2012 года.

ЦАМО, ф. 33, оп. 11458, д. 726. Дата обращения: 7 июля 2012. Архивировано 7 октября 2012 года.
ЦАМО, ф. 58, оп. А-65865, д. 7. Дата обращения: 7 июля 2012. Архивировано 7 октября 2012 года.
ЦАМО, ф. 33, оп. 11458, д. 643. Дата обращения: 7 июля 2012. Архивировано 7 октября 2012 года.
ЦАМО, ф. 33, оп. 594259, д. 58. Дата обращения: 7 июля 2012. Архивировано 7 октября 2012 года.